# 宇久純尭
宇久 純尭（うく すみたか）は、戦国時代から安土桃山時代にかけての武将、大名。宇久氏19代当主。肥前国江川城主。
宇久氏は伊勢平氏の平清盛の弟・家盛あるいは清和源氏の武田有義の子・武田信弘の末裔とされる。肥前松浦郡宇久島から興り、戦国時代には五島列島全域を掌握していった。
宇久純定の次男として生まれる。永禄9年（1566年）、ポルトガル宣教師ルイス・デ・アルメイダとロレンソ了斎が上五島に来て布教をしキリスト教が伝わると、翌永禄10年（1567年）に洗礼を受け、キリシタンとなる。元亀2年（1571年）に家督を継いだ。
天正15年（1587年）、死去。